# Seznam dílů seriálu Torchwood
Toto je seznam dílů seriálu Torchwood. Britský sci-fi seriál Torchwood vznikl jako spin-off obnoveného seriálu Pán času (v originále Doctor Who) a byl vysílán od roku 2006 veřejnoprávní televizí BBC. Do konce roku 2011 byly premiérově uvedeny celkem čtyři řady seriálu. První dvě měly po 13 dílech, třetí minisérie s podtitulem Children of Earth čítala jen 5 dílů a poslední Miracle Day 10 dílů.

## Přehled řad
| Řada | Díly | Premiéra ve VB         | Premiéra ve VB     |
| Řada | Díly | První díl              | Poslední díl       |
| ---- | ---- | ---------------------- | ------------------ |
| 1    | 13   | 22. října 2006         | 1. ledna 2007      |
| 2    | 13   | 16. ledna 2008         | 4. dubna 2008      |
| 3    | 5    | 6. července 2009       | 10. července 2009  |
| 4    | 10   | 8. července 2011 (USA) | 9. září 2011 (USA) |

## Seznam dílů

### První řada (2006–2007)
| Č. v seriálu | Č. v řadě | Původní název           | Režie           | Scénář                       | Premiéra ve VB     | Produkční kód | Sledovanost ve VB (v mil.) |
| ------------ | --------- | ----------------------- | --------------- | ---------------------------- | ------------------ | ------------- | -------------------------- |
| 1            | 1         | Everything Changes      | Brian Kelly     | Russell T Davies             | 22. října 2006     | 1.1           | 2,519                      |
| 2            | 2         | Day One                 | Brian Kelly     | Chris Chibnall               | 22. října 2006     | 1.2           | 2,498                      |
| 3            | 3         | Ghost Machine           | Colin Teague    | Helen Raynor                 | 29. října 2006     | 1.3           | 1,767                      |
| 4            | 4         | Cyberwoman              | James Strong    | Chris Chibnall               | 5. listopadu 2006  | 1.4           | 1,391                      |
| 5            | 5         | Small Worlds            | Alice Troughton | Peter J. Hammond             | 12. listopadu 2006 | 1.5           | 1,264                      |
| 6            | 6         | Countrycide             | Andy Goddard    | Chris Chibnall               | 19. listopadu 2006 | 1.6           | 1,217                      |
| 7            | 7         | Greeks Bearing Gifts    | Colin Teague    | Toby Whithouse               | 26. listopadu 2006 | 1.7           | 1,305                      |
| 8            | 8         | They Keep Killing Suzie | James Strong    | Paul Tomalin a Dan McCulloch | 3. prosince 2006   | 1.8           | 1,123                      |
| 9            | 9         | Random Shoes            | James Erskine   | Jacquetta May                | 10. prosince 2006  | 1.9           | 1,081                      |
| 10           | 10        | Out of Time             | Alice Troughton | Catherine Tregenna           | 17. prosince 2006  | 1.10          | 1,031                      |
| 11           | 11        | Combat                  | Andy Goddard    | Noel Clarke                  | 24. prosince 2006  | 1.11          | 0,826                      |
| 12           | 12        | Captain Jack Harkness   | Ashley Way      | Catherine Tregenna           | 1. ledna 2007      | 1.12          | 1,232                      |
| 13           | 13        | End of Days             | Ashley Way      | Chris Chibnall               | 1. ledna 2007      | 1.13          | 1,232                      |

### Druhá řada (2008)
| Č. v seriálu | Č. v řadě | Původní název        | Režie                | Scénář             | Premiéra ve VB  | Produkční kód | Sledovanost ve VB (v mil.)) |
| ------------ | --------- | -------------------- | -------------------- | ------------------ | --------------- | ------------- | --------------------------- |
| 14           | 1         | Kiss Kiss, Bang Bang | Ashley Way           | Chris Chibnall     | 16. ledna 2008  | 2.1           | 4,219                       |
| 15           | 2         | Sleeper              | Colin Teague         | James Moran        | 23. ledna 2008  | 2.2           | 3,782                       |
| 16           | 3         | To the Last Man      | Andy Goddard         | Helen Raynor       | 30. ledna 2008  | 2.3           | 3,511                       |
| 17           | 4         | Meat                 | Colin Teague         | Catherine Tregenna | 6. února 2008   | 2.4           | 3,282                       |
| 18           | 5         | Adam                 | Andy Goddard         | Catherine Tregenna | 13. února 2008  | 2.5           | 3,793                       |
| 19           | 6         | Reset                | Ashley Way           | J. C. Wilsher      | 13. února 2008  | 2.6           | 4,072                       |
| 20           | 7         | Dead Man Walking     | Andy Goddard         | Matt Jones         | 20. února 2008  | 2.7           | 4,317                       |
| 21           | 8         | A Day in the Death   | Andy Goddard         | Joseph Lidster     | 27. února 2008  | 2.8           | 4,261                       |
| 22           | 9         | Something Borrowed   | Ashley Way           | Phil Ford          | 5. března 2008  | 2.9           | 3,745                       |
| 23           | 10        | From Out of the Rain | Jonathan Fox Bassett | Peter J. Hammond   | 12. března 2008 | 2.10          | 3,848                       |
| 24           | 11        | Adrift               | Mark Everest         | Chris Chibnall     | 19. března 2008 | 2.11          | 3,492                       |
| 25           | 12        | Fragments            | Jonathan Fox Bassett | Chris Chibnall     | 21. března 2008 | 2.12          | 3,693                       |
| 26           | 13        | Exit Wounds          | Ashley Way           | Chris Chibnall     | 4. dubna 2008   | 2.13          | 3,125                       |

### Třetí řada:Children of Earth(2009)
| Č. v seriálu | Č. v řadě | Původní název | Režie     | Scénář                         | Premiéra ve VB    | Produkční kód | Sledovanost ve VB (v mil.) |
| ------------ | --------- | ------------- | --------- | ------------------------------ | ----------------- | ------------- | -------------------------- |
| 27           | 1         | Day One       | Euros Lyn | Russell T Davies               | 6. července 2009  | 3.1           | 6,472 (SD) 6,601 (HD)      |
| 28           | 2         | Day Two       | Euros Lyn | John Fay                       | 7. července 2009  | 3.2           | 6,136 (SD) 6,248 (HD)      |
| 29           | 3         | Day Three     | Euros Lyn | Russell T Davies a James Moran | 8. července 2009  | 3.3           | 6,397 (SD) 6,557 (HD)      |
| 30           | 4         | Day Four      | Euros Lyn | John Fay                       | 9. července 2009  | 3.4           | 6,756 (SD) 6,883 (HD)      |
| 31           | 5         | Day Five      | Euros Lyn | Russell T Davies               | 10. července 2009 | 3.5           | 6,581 (SD) 6,732 (HD)      |

### Čtvrtá řada:Miracle Day(2011)
| Č. v seriálu | Č. v řadě | Původní název          | Režie                 | Scénář                                                           | Premiéra v USA    | Premiéra ve VB    | Produkční kód | Sledovanost ve VB (v mil.) |
| ------------ | --------- | ---------------------- | --------------------- | ---------------------------------------------------------------- | ----------------- | ----------------- | ------------- | -------------------------- |
| 32           | 1         | The New World          | Bharat Nalluri        | Russell T Davies                                                 | 8. července 2011  | 14. července 2011 | 101           | 1,51 (USA) 6,59 (VB)       |
| 33           | 2         | Rendition              | Billy Gierhart        | Doris Egan                                                       | 15. července 2011 | 21. července 2011 | 102           | 0,98 (USA) 5,75 (VB)       |
| 34           | 3         | Dead of Night          | Billy Gierhart        | Jane Espenson                                                    | 22. července 2011 | 28. července 2011 | 103           | 1,02 (USA) 5,49 (VB)       |
| 35           | 4         | Escape to L.A.         | Billy Gierhart        | námět: Jim Gray scénář: Jim Gray a John Shiban                   | 29. července 2011 | 4. srpna 2011     | 104           | 0,94 (USA) 5,19 (VB)       |
| 36           | 5         | The Categories of Life | Guy Ferland           | Jane Espenson                                                    | 5. srpna 2011     | 11. srpna 2011    | 105           | 1,02 (USA) 5,17 (VB)       |
| 37           | 6         | The Middle Men         | Guy Ferland           | John Shiban                                                      | 12. srpna 2011    | 18. srpna 2011    | 106           | 0,88 (USA) 4,60 (VB)       |
| 38           | 7         | Immortal Sins          | Gwyneth Horder-Payton | Jane Espenson                                                    | 19. srpna 2011    | 25. srpna 2011    | 107           | 0,92 (USA) 4,48 (VB)       |
| 39           | 8         | End of the Road        | Gwyneth Horder-Payton | námět: Ryan Scott scénář: Jane Espenson a Ryan Scott             | 26. srpna 2011    | 1. září 2011      | 108           | 1,17 (USA) 4,64 (VB)       |
| 40           | 9         | The Gathering          | Guy Ferland           | John Fay                                                         | 2. září 2011      | 8. září 2011      | 109           | 1,05 (USA) 4,63 (VB)       |
| 41           | 10        | The Blood Line         | Billy Gierhart        | námět: Russell T Davies scénář: Russell T Davies a Jane Espenson | 9. září 2011      | 15. září 2011     | 110           | 0,95 (USA) 5,13 (VB)       |